# Mark Ritts
Mark Ritts (16 de junio de 1946 - 7 de diciembre de 2009) fue un actor estadounidense hijo de Paul Ritts y Mary Ritts, conocido por su presencia en el programa de televisión El mundo de Beakman. Tuvo una larga y variada carrera en la televisión norteamericana como guionista, productor, y director. También hizo de actor, titiritero, y editor. A comienzos de los años 1990, fue el director Creativo de New York City's Aniforms, Inc., una gran firma del negocio de las comunicaciones. Allí concibió, escribió y dirigió obras teatrales y presentaciones multimedia para un gran número de medios de comunicación, industrias e instituciones.
De 1992 a 1998, actuó como “Lester”, el hombre disfrazado de rata, en el programa educativo sobre ciencias de la CBS, El mundo de Beakman.
Graduado de Harvard, Mark estuvo casado con la actriz y cantante Teresa Parente y tuvo dos hijos y una hija.
Murió a causa de cáncer de riñón

## Biografía
Ritts nació en West Chester, Pensilvania. Se graduó en Harvard con una licenciatura en literatura Inglesa. Fue hijo de dos notables titiriteros, Paul y Mary Ritts.
A lo largo de la década de 1990, Ritts fue la voz y manipulador de "Kino", el títere copresentador de PBS de cuentos, galardonado con un premio Emmy, así como uno de los escritores de la serie.
De 1992 a 1998, participó en la CBS en Beakman's World. En ella, interpretaba a Lester, un actor descontento con un traje de rata, que sin querer ayuda a Beakman en sus experimentos, junto con Josie, Liza y Phoebe. El personaje fue concebido originalmente como un personaje de marionetas, pero en el último momento, los productores del programa decidieron que sería un actor disfrazado. [Cita requerida] El programa ha sido televisado en casi 90 países alrededor del mundo, y es visto en sindicación en todo los Estados Unidos.
Después de mudarse a California desde la costa este en 1994, Mark escribió y produjo "Barney, el dinosaurio especial", de Fox, así como un documental de una hora en la microbiología llamada Creadores del Futuro, que se estrenó en horario de máxima audiencia en PBS en 1999.
Ritts también es el coautor (con Don Fleming, Ph.D) de un libro para padres titulada Mamá, I Hate You, lanzado por tres ríos / Random House en abril de 2003. 
Hizo un documental principal de alta definición para Merck & Co. y creativas orientadas a una conferencia elaborada para hoteles Carlson en el Bellagio de Las Vegas Resort y Casino. También fue director de la serie de televisión Norte Tribunal Mission Road. [Cita requerida]
Ritts murió de cáncer de riñón en La Cañada Flintridge, California. Tenía 63 años de edad. [1]